# يوهانس بوم (سياسي)
يوهانس بوم هو سياسي ألماني، ولد في 8 أبريل 1890 في Hochspeyer ‏ في ألمانيا، وتوفي في 18 يوليو 1957 في ليونبرغ في ألمانيا. نشط حزبياً في الحزب الديمقراطي الاجتماعي الألماني. وقد انتخب عضو مجلس الشورى الموحد شمال الراين وستفاليا ‏ خلال فترته النيابية ‏ وانتخب عضو في البوندستاغ الألماني خلال فترته النيابية ‏ (7 سبتمبر 1949 – 7 سبتمبر 1953).

## وصلات خارجية
- جوهانس بوم (سياسي) على موقع مونزينجر (الألمانية)